# شیگا، شیگا

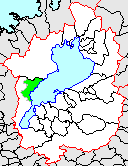

شیگا، شیگا (به ژاپنی: 志賀町 Shiga-chō) یک بخش در استان شیگا در غرب دریاچه بیوا بود. در سال ۲۰۰۶ با اتسو، شیگا ادغام شد.